# Phaeocroides damarinus
Phaeocroides damarinus is een keversoort uit de familie Hybosoridae. De wetenschappelijke naam van de soort is voor het eerst geldig gepubliceerd in 1908 door Péringuey.